# Condroz
Le Condroz [kɔ̃dʁo] fait référence à une partie du territoire de Wallonie caractérisé par une géomorphologie en « tôle ondulée » du Moyen Plateau belge.
Plus précisément, le terme peut désigner à la fois :
- une région naturelle de Belgique en forme de lentille qui s'étire depuis les lacs de l'Eau d'Heure (à l'ouest) jusqu'au pays de Herve (à l'est) au sud du sillon sambro-mosan. Cette lentille fait une trentaine de kilomètres dans sa partie la plus ample ;
- un espace agro-géographique qui s'étend principalement sur les provinces wallonnes de Hainaut, de Namur et de Liège, débordant aussi quelque peu dans la province de Luxembourg. Cet espace présente les caractéristiques d'un openfield mixte, c'est-à-dire un territoire rural diversifié et équilibré dans ses fonctions de production : culture, élevage et foresterie. La ville de Ciney se présente comme sa capitale (bien que cette dénomination[réf. nécessaire] soit purement symbolique) ;
- une région agricole de Wallonie dont la délimitation inclut alors, en plus de la région naturelle, les vallées de la Basse-Sambre et de la Moyenne-Meuse (notamment utilisée pour le calcul de l'impôt sur les terres agricoles)[1].

L'adjectif relatif au Condroz est condrusien.

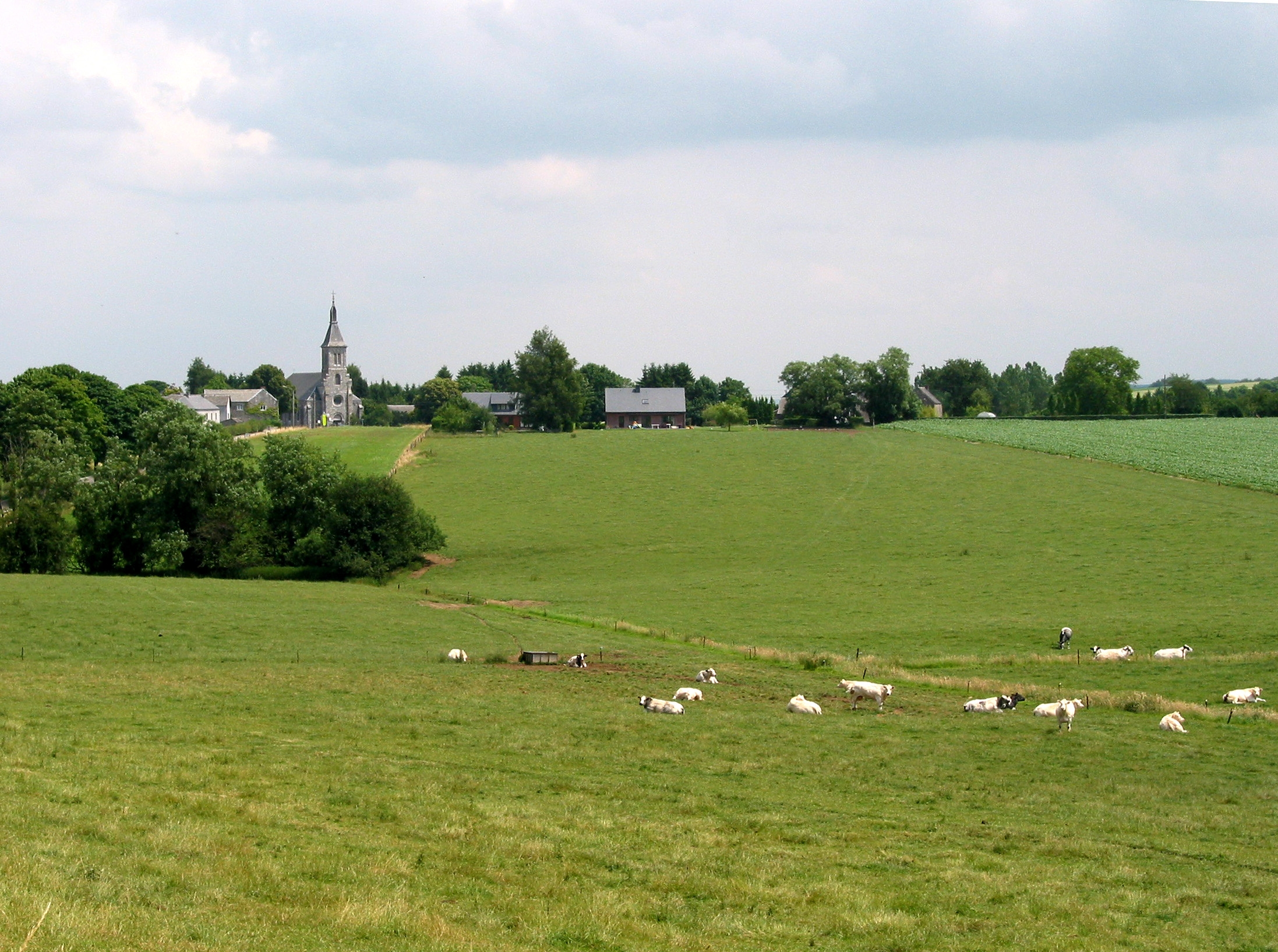
Paysage condrusien.

Régions naturelles de Belgique.

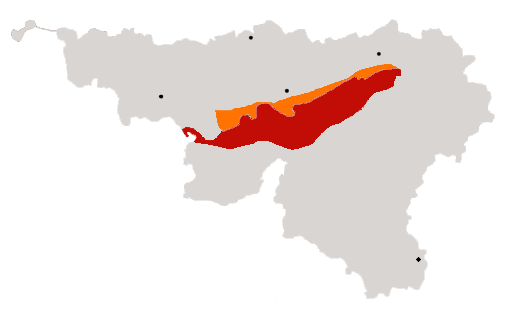
Situation de la région condrusienne en Wallonie avec le Condroz (en rouge) et le Condroz ardennais (en orange).

## Étymologie
La contrée tire son nom des Condruses, tribu habitant la région à l'époque de la guerre des Gaules.

## Géographie
La région condrusienne, ou plus couramment Condroz, est subdivisée en plusieurs parties qui sont parfois différentiées différemment selon la formation scientifique (géomorphologue, naturaliste, sociologue, ...) de celui qui en parle. 
Dans tous les cas, c'est le cœur de la lentille, la partie centrale, qui présente les caractéristiques les plus authentiques du Condroz (raison pour laquelle il est parfois dénommé « vrai Condroz ») avec des espaces ruraux essentiellement exploité par le monde agricole, partagés équitablement entre cultures et pâtures. Les zones boisées qui représentent environ un quart de la surface sont peu étendues et disséminées.
Côté liégeois, le Condroz oriental qui se situe grosso modo à l'est de la vallée de l'Ourthe se démarque du reste du Condroz par un ensemble paysager essentiellement herbager. Les cultures y sont donc moins présentes.
À l'ouest de la Haute-Meuse, le Condroz occidental présente une géomorphologie plus adoucie et une exploitation culturale plus marquée.   
L'espace de transition vers le sillon sambro-mosan au nord est dénommé :
- de Liège à Namur, le Condroz ardennais (anciennement Ardenne condrusienne) est une bande forestière de seulement six kilomètres de large[3] et de 260 m d'altitude moyenne[4] sépare le sillon Sambre-et-Meuse du Condroz.. Cette appellation vient du fait qu'on retrouve dans son sous-sol les mêmes roches schisteuses ou gréseuses qu'en Ardenne. Cependant, la continuité spatiale, la végétation ainsi que l'humanisation de cet espace avec des pratiques similaires à celles des « vrais » condrusiens plaide pour l'inclure dans l'ensemble Condroz et lui adjoindre un adjectif méridional ;
- de Namur à Charleroi, la Marlagne ;
- au sud de Charleroi, Le Pays d'Acoz qui fait la transition entre le Condroz et la Thudinie.

### Situation
Le Condroz, au sens large, couvre une superficie de 3 750 km2 et s'étend d'ouest en est : il débute aux alentours de Beaumont dans la province de Hainaut, continue dans la province de Namur et prend fin dans la province de Liège près de Louveigné. Le Condroz déborde même quelque peu dans la province de Luxembourg, dans la partie nord de la commune de Durbuy. Il s'étend sur 150 km d'ouest en est et sur 25 km du nord au sud. Il est limité au nord par la Hesbaye, au nord-est par le Pays de Herve, à l'est par l'Ardenne au sud-est par la Calestienne et au sud par la Fagne-Famenne. 
Ciney en est la capitale régionale. Quelques localités comme Dinant, Florennes, Yvoir, Huy, Esneux, Sprimont et Nandrin appartiennent à cette région.

### Topographie
Le Condroz est un plateau caractérisé par un relief ondulé : les routes qui vont de la Meuse à l'Ardenne, dont le meilleur exemple est la nationale 4, jouent aux montagnes russes, grimpant sur les tiges (crêtes) et descendant dans les chavées (creux). Nombre d'anciennes routes suivent d'ailleurs une direction sud-ouest/nord-est, correspondant aux lignes de crête ou de vallée. Les villages à habitat groupé sont les plus présents dans la région.

### Géologie
Les lignes de crête, appelées tiges, sont constituées de grès formés lors du dévonien supérieur tandis que les vallées, appelées chavées, sont principalement constituées de calcaires issus du dinantien. Le grès des sommets se désagrège en sable, sol pauvre qui porte des forêts. Les creux argileux et calcaires portent prairies et champs.

### Habitat

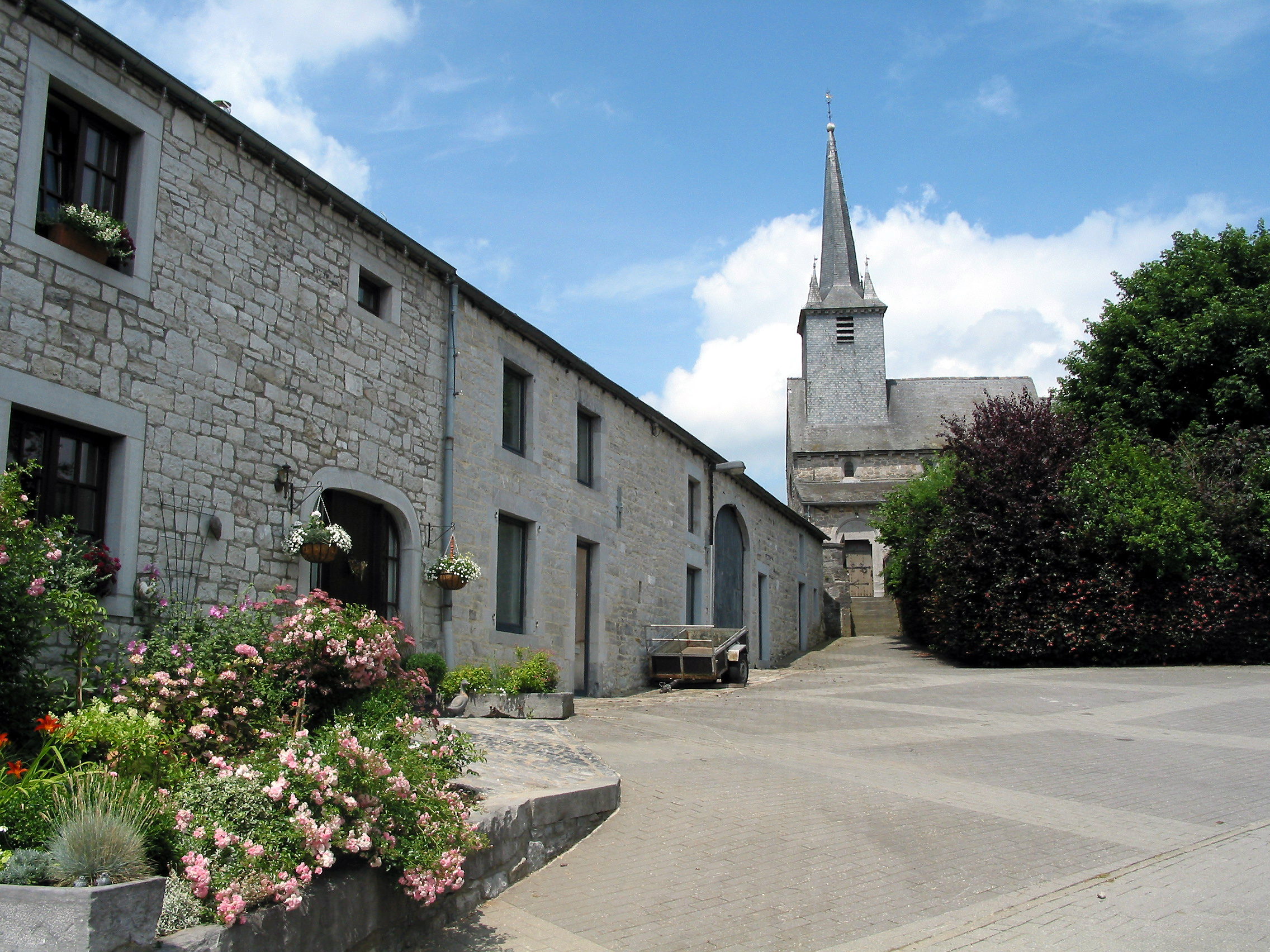
Chardeneux, village en pierre calcaire.

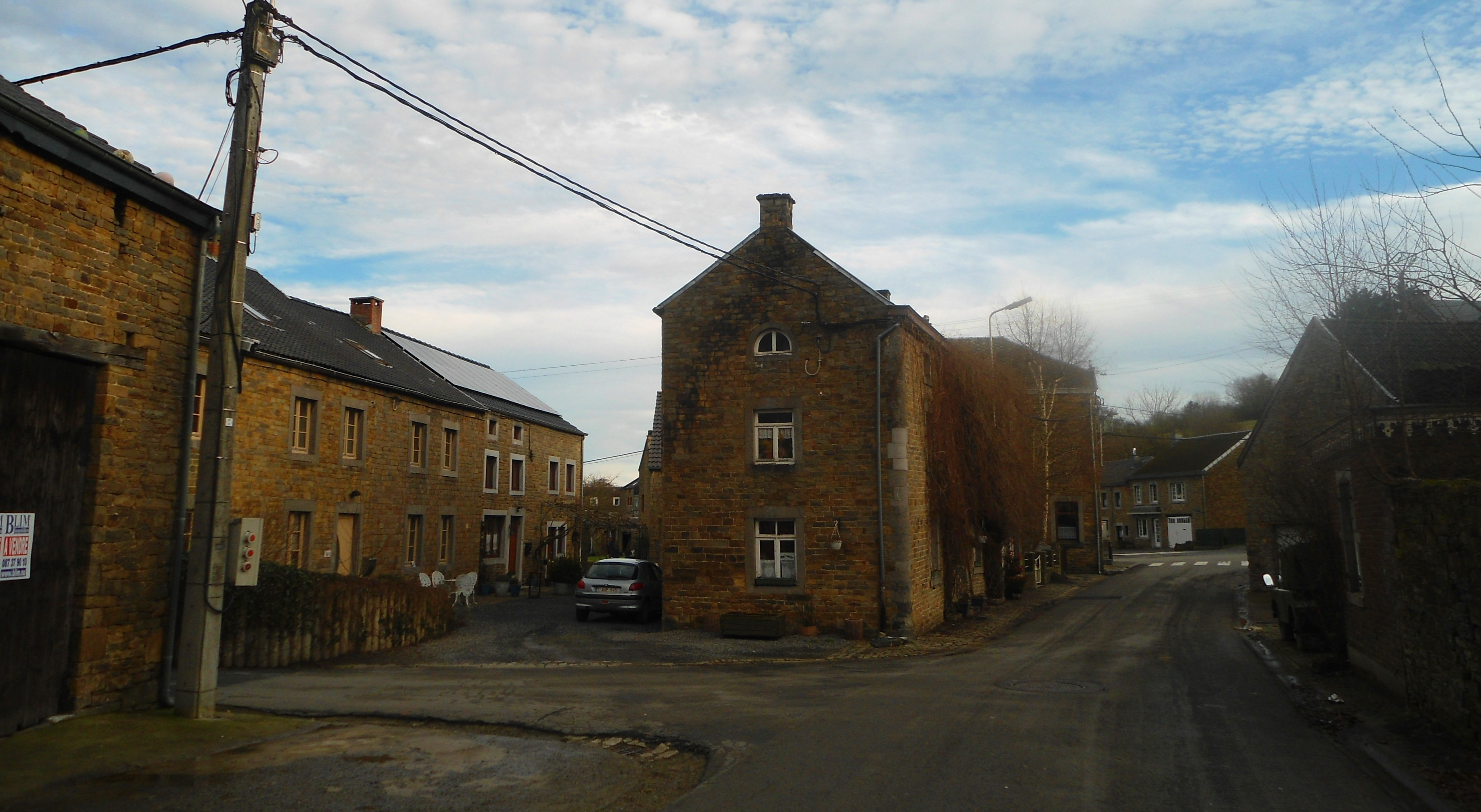
Oneux, village en grès.

Les habitations condrusiennes furent bâties avec des matériaux extraits des nombreuses carrières que compte la région. 
Ainsi, certains villages sont presque exclusivement constitués de demeures en pierre calcaire (dont la pierre bleue et le petit granit). Ces pierres calcaires ont une couleur allant du gris clair au gris foncé. Les villages de Falaën, Sosoye, Chardeneux, Les Avins ou encore Mozet comptent parmi les plus beaux villages condrusiens bâtis en pierre calcaire. 
D'autres localités se composent d'un bel ensemble d'habitations en grès aux tons plus chauds (moellons de couleur jaune, ocre, brune). On peut citer par exemple les villages de  Vierset, d'Oneux (Comblain-au-Pont) et de Fraiture (Sprimont).
Dans beaucoup de villages et parfois même au sein d'une même construction, l'utilisation mixte de la pierre calcaire et du grès est courante. Le village de Ramelot en est un bon exemple.
Les habitations du Condroz étaient traditionnellement couvertes d'ardoises ou de tuiles grises ou noires.

### Hydrographie
Le plateau du Condroz est drainé par des cours d'eau assez nombreux mais relativement courts, appartenant tous au bassin versant de la Meuse. Citons le Hoyoux et ses affluents le Lileau, le Triffoy, la Vyle, le ruisseau d'Ossogne mais aussi le Burnot, la Biesme, une petite partie de la vallée de l'Ourthe ou encore les vallées pittoresques de la Molignée, du Samson et du Bocq.
À l'est et au sud-est, la région des chantoires à l'extrémité nord de la Calestienne marque la limite avec l'Ardenne. 
Un chantoire (ou chantoir) est une perte hydrologique. Le vallon des Chantoirs, entre Louveigné et Remouchamps, en est le plus beau représentant.

### Climat
La région condrusienne bénéficie d'un climat tempéré subocéanique, caractérisé par une température moyenne annuelle de 8 °C environ, et des moyennes mensuelles variant de 2 °C à 16 °C selon les saisons. Les précipitations, bien réparties sur l'année, atteignent un total annuel d'environ 900 mm, ce qui représente une moyenne légèrement supérieure à celle calculée au centre du pays, en raison du relief. La région connaît en moyenne 25 jours de neige par an.
En Condroz ardennais (anciennement Ardenne condrusienne), les maigres conditions pédologiques sont accentuées par un microclimat plus humide et plus frais. Les quantités de pluie sont supérieures à celles du Condroz et les gelées sont en général plus précoces en automne et plus tardives au printemps.

### Faune et flore
On rencontre dans les zones boisées du Condroz surtout des hêtres et des bouleaux, alors qu'en Ardenne condrusienne les chênes sont plus présents.

### Communes condrusiennes
| En province de Namur - Anhée - Andenne (partiellement) - Assesse - Ciney - Dinant - Florennes - Floreffe (partiellement) - Fosses-la-Ville - Gesves - Hamois - Hastière (sauf Heer et Agimont) - Havelange - Houyet (partiellement) - Mettet - Namur (partiellement) - Ohey - Onhaye - Philippeville (partiellement) - Profondeville - Sambreville (partiellement) - Somme-Leuze (partiellement) - Walcourt (partiellement) - Yvoir | En province de Liège - Anthisnes - Aywaille (partiellement) - Chaudfontaine (partiellement) - Clavier - Comblain-au-Pont - Engis (partiellement) - Esneux - Flémalle (partiellement) - Hamoir (partiellement) - Huy (partiellement) - Marchin - Modave - Nandrin - Neupré - Ouffet - Seraing (partiellement) - Sprimont - Tinlot | En province de Hainaut - Aiseau-Presles (partiellement) - Châtelet (partiellement) - Beaumont (partiellement) - Gerpinnes - Ham-sur-Heure-Nalinnes (partiellement) | En province de Luxembourg - Durbuy (partiellement) |

## Histoire
Le Condroz doit son nom au peuple celte des Condruses. Après l'annexion de la Gaule par Jules César, la région est alors intégrée dans l'Empire Romain sous la forme d'un pagus. Une inscription retrouvée dans le camp romain de Blatobulgium sur le mur d'Hadrien, aujourd'hui Birrens en Écosse, montre que des soldats du pagus Condrustis ont servi au sein de la deuxième cohorte de la Civitas Tungrorum et qu'ils possédaient un autel à leur déesse Viradectis :
Deae Viradecthi pagus Condrustis milit in coh II Tungror sub Silvio Auspice praef
Trad.: Les soldats du pagus Condroz qui servent dans la deuxième cohorte des Tongres sous la direction de Silvius Auspex [ont élevé] cet autel en l'honneur de la déesse Viradectis.

Le pagus perdurera jusqu'à l'époque carolingienne pour devenir vers 940 un comté, d'abord désigné Comté de Condroz, puis Comté de Huy. En 985, l'Empereur Otton III révoque le dernier Comte de Huy pour faire don du comté à l'évêque de Liège, signant ainsi l'acte de naissance de la Principauté de Liège.

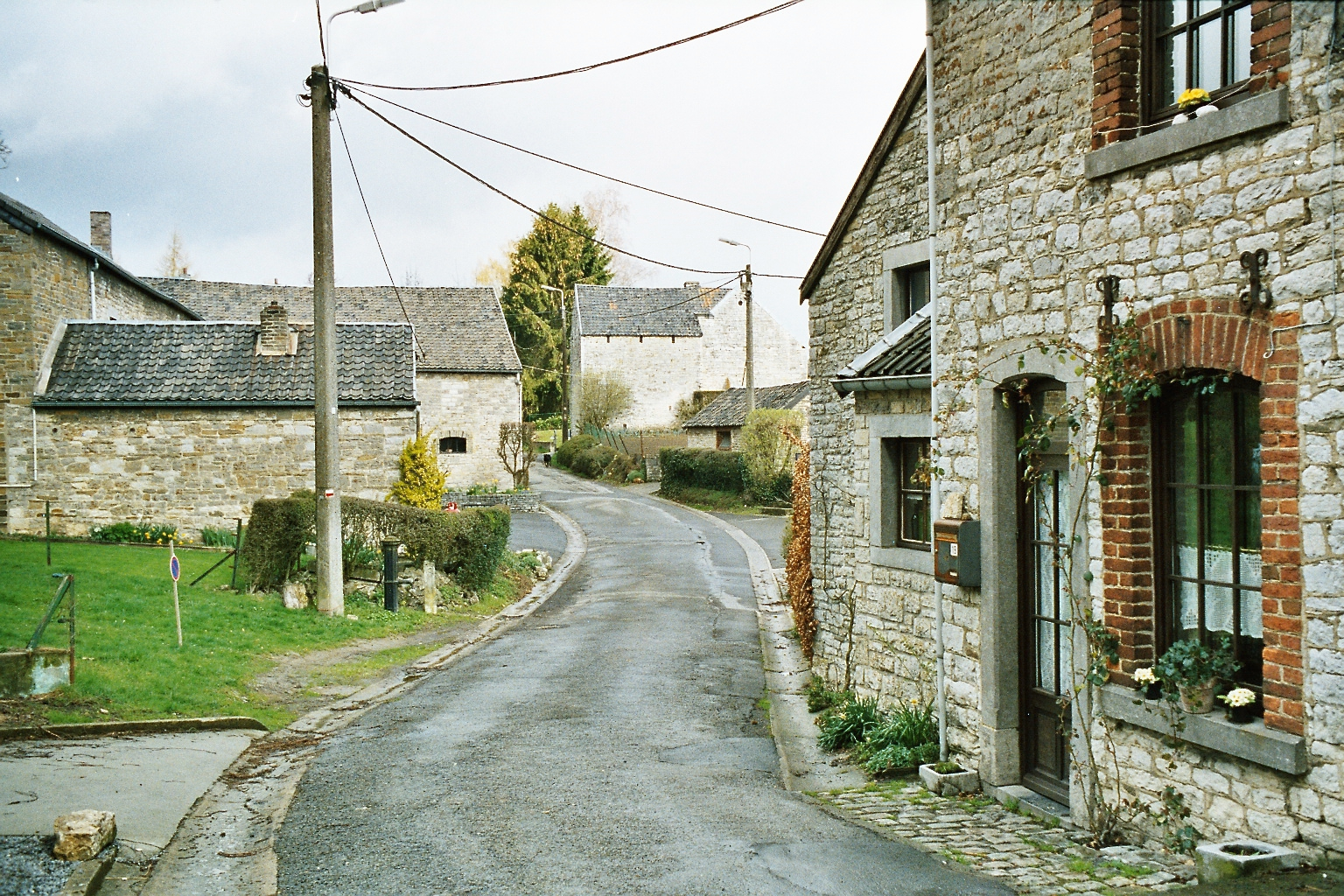
Habitat typique du Condroz. Village de Berleur dans la commune d'Anthisnes.

La région fut le théâtre de la guerre de la Vache entre 1275 et 1278.

## Économie
Le plus important secteur économique demeure l'agriculture, avec une part prairies/cultures égale. La race bovine blanc bleu belge (BBB) fut créée officiellement à Ciney et est fort présente en Condroz.
De nombreuses carrières de calcaire, grès et de marbre sont en activité dans la région.
La région est de plus en plus sujette à des projets éoliens, en raison de son relief de plateau.

## Personnages célèbres
- Joseph George, homme politique et avocat.
- Quentin Dujardin, guitariste et compositeur.

## Tourisme
- La citadelle de Dinant
- Les draisines de la Molignée
- L'escargotière de Warnant
- Le chemin de fer du Bocq
- Les jardins d'Annevoie

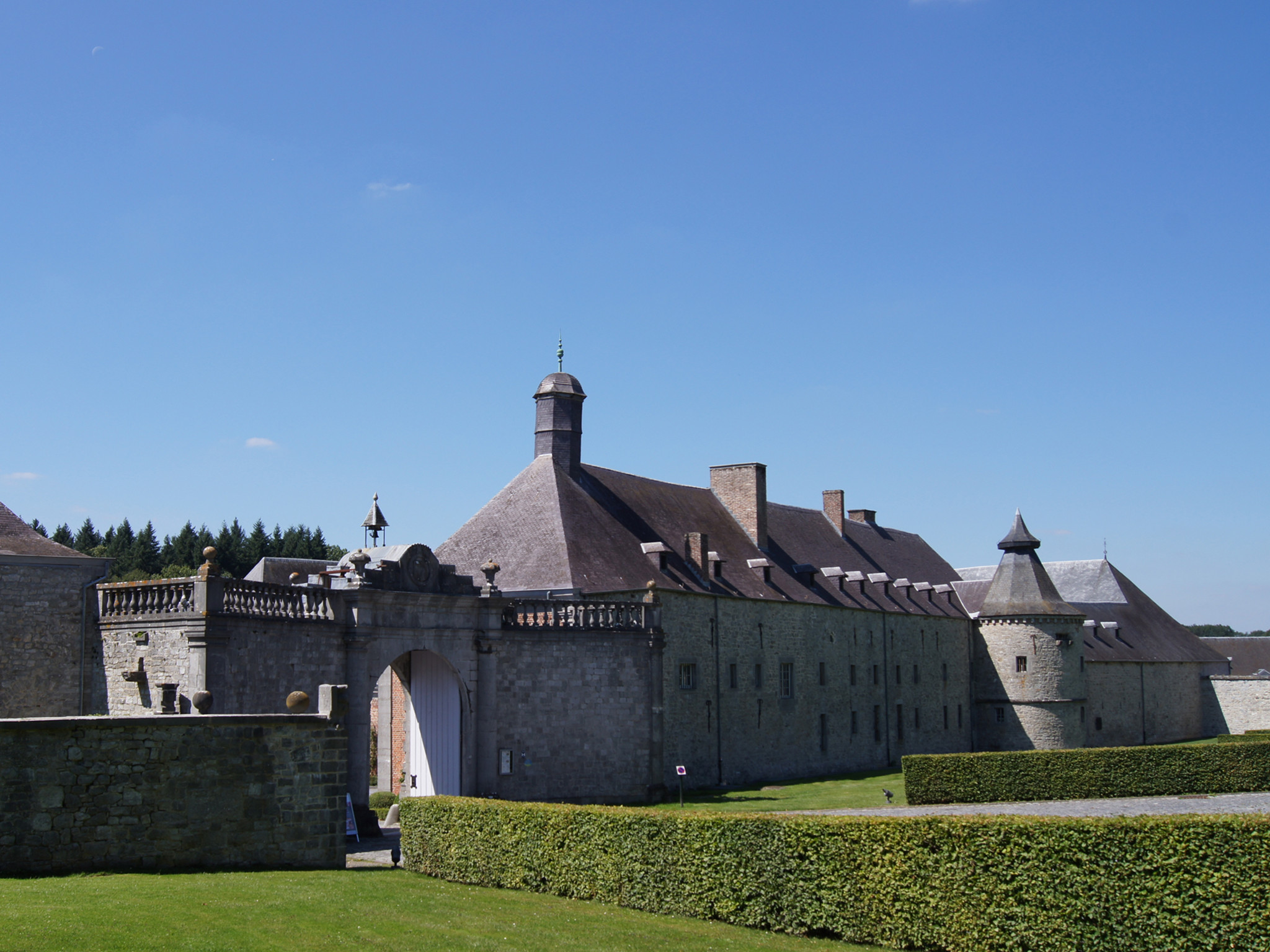
Le château de Modave.

- Les villages de Chardeneux, Crupet, Falaën, Mozet, Sosoye et Thon-Samson repris parmi les plus beaux villages de Wallonie.
- L'église romane de Saint-Séverin-en-Condroz
- Les abbayes de Maredsous, de Maredret et de Leffe
- Les remparts et la tour Salamandre de Beaumont
- Les nombreux châteaux, dont le château de Modave, le château de Crupet, le château-ferme de Falaën, Montaigle, Poilvache…
- Le RAVeL sur l'ancienne ligne 126 de chemin de fer
- La Grotte de l'Abîme et les rochers de Comblain-au-Pont